# هربرت وارد
هربرت وارد (بالإنجليزية: Herbert Ward)‏ هو لاعب كريكت ولاعب كرة قدم بريطاني (وحمل سابقاً جنسية المملكة المتحدة لبريطانيا العظمى وأيرلندا) في مركز الهجوم، ولد في 24 مارس 1873 في هامرسميث في المملكة المتحدة، وتوفي في 6 يونيو 1897 في ونشستر في المملكة المتحدة بسبب حمى التيفوئيد. شارك مع منتخب إنجلترا للكريكت. أما مع النوادي، فقد لعب مع نادي ساوثهامبتون.

## وصلات خارجية
- هربرت وارد على موقع إي آس بي آن كريك إنفو (الإنجليزية)